# Château de Raby
Le château de Raby se trouve près de Staindrop, dans le Comté de Durham, en Angleterre. Il est situé dans un parc de daims de 200 acres (810 000 m2). Il fut construit par John Neville, 3e baron Neville de Raby, entre 1367 et 1390 environ. Cécile Neville, mère des rois Édouard IV et Richard III, naquit en ce lieu. En 1569, après que Charles Neville (6e comte de Westmorland) eut mené le soulèvement du nord raté en faveur de Marie Ire d'Écosse, le château de Raby fut pris en charge par la royauté.
Sir Henry Vane l'ancien (en) achète le château à la Couronne en 1626 ainsi que le château de Barnard qui est tout près, et les comtes de Darlington et ducs de Cleveland ajoutent un hall d'entrée de style gothique et un salon octogonal. De 1633 à 1691, il appartient aux ducs de Cleveland et ils retiennent le titre de Lord Barnard (en). De profondes modifications sont effectuées au XVIIe et au XVIIIe siècle. Il est la résidence et le siège de John Vane (11e baron Barnard) qui est le seigneur actuel du château. Le château est célèbre pour sa taille et son art, comprenant des œuvres de maîtres anciens et des portraits. Le château de Raby est un monument classé Grade I et est ouvert au public de façon saisonnière.

## Histoire

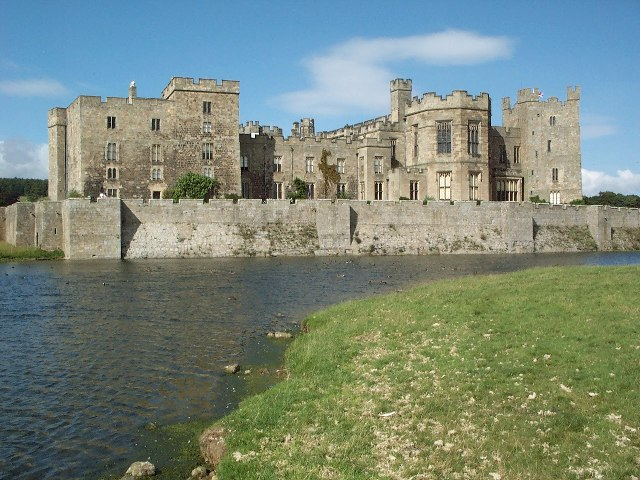
Façade sud du château de Raby.

La famille Neville occupe le manoir de Raby à partir du XIIIe siècle, et bien qu'elle n'ait aucun titre officiel, ses membres sont convoqués au Parlement sous celui de Barons de Raby à partir de 1295; Ralph Neville, (1er baron Neville de Raby) (en), est le premier à être convoqué au Parlement. Son héritier, John Neville (1299/1300-1335), devient membre de la maison de Thomas de Lancastre, premier maillon du lien unissant la famille aux comtes de Lancastre. Raby est le caput de la famille ou le siège de leur pouvoir. Il est possible qu'il y ait eu une maison fortifiée sur le site de l'actuel bâtiment après les années 1300 environ. Dans la seconde moitié du XIVe siècle, les Neville commencent à reconstruire plusieurs de leurs propriétés dans le nord de l'Angleterre, dont le château de Raby entre environ 1367 et 1390. Les dernières années de ce siècle, les Neville deviennent l'une des familles les plus puissantes du nord de l'Angleterre, comparable à la famille de Percy, dont les membres successifs reçoivent le titre de comte de Northumberland en 1377.
En 1378, Thomas Hatfield, évêque de Durham, accorde à John Neville une licence pour fortifier (en) sa propriété de Raby. John meurt en 1388 et c'est son fils Ralph qui lui succède. Il ne reste quasiment aucun document datant de cette période appartenant à cette famille, il existe donc peu de preuves documentaires concernant la construction du château de Raby. La datation s'appuie principalement sur des détails architecturaux. Selon l'historien Anthony Emery, les travaux « le convertirent de maison défendable en palais-forteresse ».
Ralph est nommé comte de Westmorland le 29 septembre 1397 par Richard II en récompense de sa loyauté face à l'instabilité politique. Cependant, la traditionnelle association de sa famille avec les comtes de Lancastre fait que, lorsque Henri Bolingbroke de la maison de Lancastre décide d'envahir en juillet 1399, Neville s'allie avec Bolingbroke. Neville apporte son concours pour persuader Richard II d'abdiquer et Henri est couronné, devenant ainsi Henri IV. Neville reçoit le titre de Comte Maréchal d'Angleterre le jour du couronnement de Henri, et celui de chevalier de l'ordre de la Jarretière en 1403.
Henry Neville, 5e comte de Westmorland, meurt en 1564, et c'est son fils Charles qui lui succède. Les Neville sont catholiques et Charles est, en 1569, l'un des leaders de l'échec du soulèvement du Nord s'opposant à Élisabeth Ire, reine d'Angleterre protestante. En raison de la gravité de la menace proférée envers la Couronne, plus de 800 rebelles sont exécutés, et Charles Neville ainsi que Thomas Percy (comte de Westmorland et autre chef de la rébellion) fuient en exil. En 1571, un acte de mort civile est émis contre Neville, et ses terres sont confisquées au profit de la Couronne.

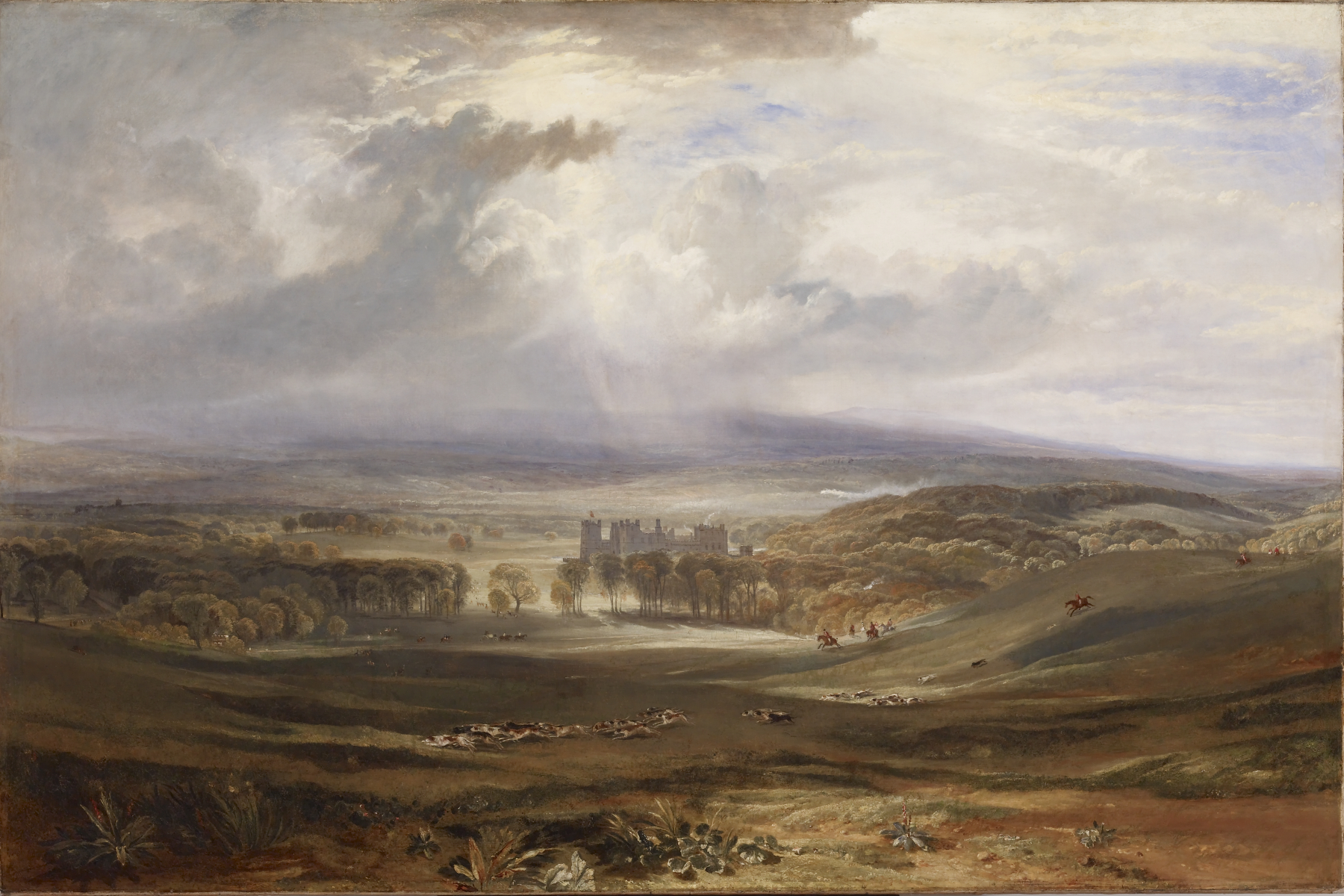
Tableau de J.M.W. Turner du château de Raby et des paysages alentour au début du XIXe siècle. Walters Art Museum.

À la suite du soulèvement du Nord, le château devient propriété de la Couronne pendant plus de quarante-trois ans avant d'être acheté par Henry Vane l'ancien (en). Ce dernier est impressionné par sa taille ainsi que par les terres alentour, contrastant avec le château de Barnard, qui est cerné par la ville environnante. La famille de Vane est responsable d'une grande partie de la modernisation du château, de l'intérieur en particulier. Cela comprend la rénovation de la chapelle médiévale et du salon de réception. La famille crée également une chaussée traversant le château, causant de nombreux dégâts à sa structure médiévale. L'architecte William Burn apporte des modifications au château de Raby entre 1843 et 1848, dont l'ajout d'un nouveau toit à la grande salle (en) et à la chapelle, et d'un salon de style jacobéen dans l'une des tours. C'est la famille actuelle qui ajoute la grande collection d'art qui se trouve dans le château.
Le 17 mars 1849, Guillaume, alors prince d'Orange, accède au trône des Pays-Bas. À ce moment-là, il est invité par la duchesse de Cleveland au château de Raby.
En 1890, le 4e duc de Cleveland meurt, laissant la succession du château et de ses vastes domaines dans le flou.
Le cas est réglé en 1891 lorsque le Committee of Privileges (en), comité issu de la Chambre des lords, considère que Henry de Vere Vane devait être le 9e baron Barnard et l'héritier des vastes domaines de Raby. En revanche, il n'hérite pas du titre de duc de Cleveland, titre qui disparait alors.
Christopher Vane (10e baron Barnard), se dépouille de tout, mais garde 1 713 acres (693 ha) des 53 000 acres (21 000 ha) du domaine de Raby. Le château de Raby est ouvert au public chaque année entre mai et septembre et à Pâques. En 2007-2008, environ 26 000 personnes l'ont visité.

## Plan

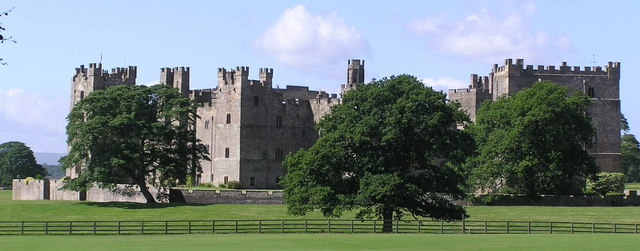
Panorama du château montrant les tours et les moyens de défense, côté nord-est.

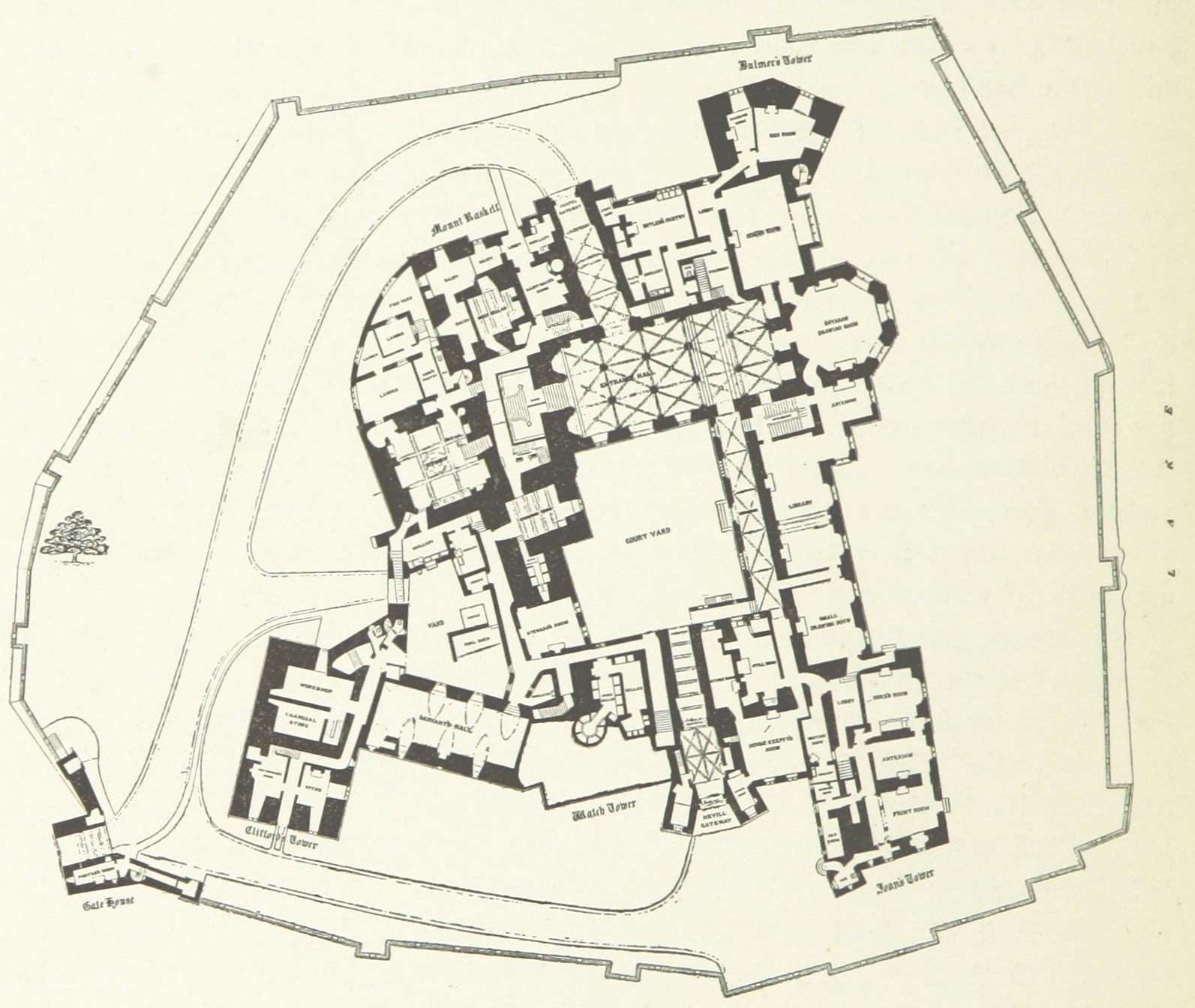
Plan du château extrait de l'ouvrage de J. D. Mackenzie: The Castles of England: their story and structure.

Le château de Raby, doté de neuf tours placées le long de son périmètre, est conçu selon un plan irrégulier. Pour franchir l'entrée principale située à l'ouest, il fallait traverser la Neville Gateway, un corps de garde haut de quatre étages. L'accès au corps de garde se faisait via un pont-levis, mais il a depuis été remplacé par un pont-jetée dallé. Le corps de garde contenait à l'origine trois herses, comme le font remarquer les rainures encore visibles que l'on utilisait pour les faire fonctionner.
Les deux petites tours à côté de du corps de garde n'ont aucune fonction défensive et ont été ajoutées au cours des travaux de rénovation effectués par Henry Vane.
L'accès au corps de garde se fait par une porte situé dans la courtine qui atteint une hauteur de 9 m au-dessus des eaux du fossé. Il est renforcé périodiquement par des tours dotées de contreforts et constitue la seconde ligne de défense, la première étant le fossé. Le passage le long du parapet était l'ancien chemin de ronde sur lequel les gardes étaient postés. On peut trouver des passages similaires au château d'York et autour de la ville d'Oxford.
Les bâtiments du château sont situés autour d'une cour centrale. Côté est se trouve la grande salle, également connue sous le nom de Baron's Hall (salle du baron en français). L'intérieur de la cuisine médiévale et celui du donjon sont quasiment intacts.

## Arts
Le château est célèbre pour ses œuvres d'art, principalement collectionnées par la famille Vane, il y a parmi elles des portraits de famille ou de Maîtres anciens. La collection comprend des œuvres réalisées par des artistes de renom tels que Giordano, Van Dyck, et Sir Joshua Reynolds.
Le petit salon (Small Drawing Room) contient une belle collection de peintures liées au sport, reflétant les intérêts de la famille, on y trouve des œuvres de Ben Marshall, John Herring Senior, Henry Bernard Chalon et Sir Alfred Munnings.
Il y a quelques belles peintures dans la bibliothèque, dont les deux capriccios architecturaux, un de Marco et Sebastiano Ricci et l'autre d'Antonio Joli. Parmi les portraits, on trouve deux tableaux de Sir Peter Lely représentant Lady Mary Sackville et Louise de Kéroualle, un portrait de William Bankes peint par Pompeo Batoni et d'autres portraits de famille, dont ceux de Sir Henry Vane l'Ancien et de Sir Henry Vane le Jeune, ce dernier ayant été, à un moment donné, gouverneur du Massachusetts.
Les tableaux situés dans la pièce précédant la bibliothèque sont principalement issus des écoles de peinture hollandaises et flamandes, ils représentent des œuvres de Pieter de Hooch et de David Teniers le Jeune.
La salle à manger contient quelques-uns des tableaux les plus impressionnants du château, dont des œuvres de Sir Joshua Reynolds et de Sir Anthony van Dyck. Les peintures de cette salle sont essentiellement des portraits représentant des membres de la famille ou des personnes qu'elle côtoie.

## Source
- (en) Cet article est partiellement ou en totalité issu de l’article de Wikipédia en anglais intitulé « Raby Castle » (voir la liste des auteurs).